# Miles M.30 X Minor
Miles M.30 X Minor – brytyjski samolot doświadczalny wytwórni Miles Aircraft, będący pomniejszoną wersją niezrealizowanego projektu samolotu pasażerskiego, służącą do badań kadłuba nośnego.

## Historia
W drugiej połowie lat 30. XX wieku w wytwórni Miles Aircraft rozpoczęto prace studyjne nad dużymi samolotami pasażerskimi, mającymi w zamierzeniach swoich konstruktorów konkurować ze statkami pasażerskimi. Jednym z takich projektów był pasażerski Miles M.26. Miał to być maszyna napędzana ośmioma silnikami zainstalowanymi po dwa w czterech gondolach silnikowych (jeden za drugim), poruszającymi przeciwbieżnymi śmigłami, w której bardzo dobre parametry aerodynamiczne osiągnięto by dzięki zastosowaniu kadłuba nośnego. Aby przetestować w praktyce taką konstrukcję oraz sprawdzić optymalny sposób połączenia kadłuba samolotu ze skrzydłami, postanowiono wybudować pomniejszony model samolotu. Prace projektowe nad maszyną oznaczoną jako Miles M.30 X Minor rozpoczęto w 1939 roku. Oblotu prototypu dokonano w lutym 1942 roku. Maszyna otrzymała oznaczenie Royal Air Force i numer U-0233. Wykonane testy wykazały, iż M.30 nie jest w stanie odwzorować przyjętego dla docelowego M.26 kształtu aerodynamicznego. W 1943 roku zrezygnowano z planów budowy M.26 i tym samym jego model przestał być już potrzebny.

## Konstrukcja
M.30 był wolnonośnym górnopłatem o mieszanej konstrukcji pokrytym sklejką. Usterzenie klasyczne, również wolnonośne. Samolot napędzany był dwoma silnikami rzędowymi umieszczonymi w gondolach silnikowych na skrzydłach. Podwozie chowane, trójpodporowe z przednim podparciem. Przednia goleń chowana do wnęki w kadłubie, główne do wnęk w gondolach silnikowych. Kadłub nośny o owalnym, spłaszczonym przekroju. Maszyna nie była uzbrojona.